# Angiopteris madagascariensis
Angiopteris madagascariensis là một loài dương xỉ trong họ Marattiaceae. Loài này được de Vriese mô tả khoa học đầu tiên năm 1883.